# Gimnazij
Gimnazij, lat.; gymnasium, predstavlja prvotno sportsku instituciju na području antičke Grčke.  Riječ gimnazij je latinizirani oblik grčke imenice "γυμνάσιον" (gymnasion), odnosno, "gimnastičke škole".
To je grčka javna institucija koja se koristila u antičko doba za vježbanja duha i tijela. Dotičan arhitektonski sklop zgrada sastoji se od prostrane skupine vježbališta, trkališta, trijemova, nasada, kupaonica i sporednih zgrada. 
U njima se odgajala i vježbala grčka muška mladež, odnosno, efebi. Nadzor gimnazija bio je povjeren javnim službenicima odgovornim za vođenje sportskih igara na javnim priredbama. U gimnazijima su se također održavala predavanja i rasprave o filozofiji, književnosti i glazbi, jer su se javne knjižnice nalazile u neposrednoj blizini. Jezgru gimnazija predstavlja prostor koji se zove palestra. Međutim, grčki gimnaziji nikad nisu postali popularni kod Rimljana. 
Ostaci gimnazija sačuvani su tako primjerice na području antičkih Delfa, Pompeja, Aleksandrije, Hierapolisa i Pergama, kao i u brojnim drugim drevnim antičkim gradovima. Gimnaziji i palestre su bile pod zaštitom i pokroviteljstvom božanstava Herakla i Hermesa, dok je primjerice u Ateni to bio Tezej.